# Joachim Olsen
Joachim Brøchner Olsen (Aalborg, 31 mei 1977) is een Deense voormalige atleet. Hij was meervoudig Deens kampioen kogelstoten en discuswerpen en Europees indoorkampioen kogelstoten. Hij nam deel aan drie Olympische Spelen en veroverde bij die gelegenheden eenmaal een zilveren medaille. In 2011 werd hij in het Deense parlement gekozen als vertegenwoordiger van de Liberal Alliance.

## Biografie
Olsen begon zijn sportcarrière als discuswerper. Zijn grootste successen behaalde hij echter met het kogelstoten. Hij studeerde geschiedenis aan de Universiteit van Idaho. Daar vormde hij zijn techniek om naar de draaistoot.
Hij vertegenwoordigde Denemarken tweemaal op de Olympische Spelen. In 2000 kwam hij met 19,41 m niet door de voorrondes heen en in 2004 won hij een bronzen medaille die jaren later, eind 2012 werd omgezet in een zilveren, nadat de oorspronkelijke winnaar, Joeri Bilonoh, in tweede instantie werd gediskwalificeerd wegens het gebruik van verboden prestatiebevorderende middelen.
In 2005 versloeg Olsen met 21,19 de Nederlander Rutger Smith (20,79 m) en de Spanjaard Manuel Martínez (20,51) op het onderdeel kogelstoten tijdens de Europese indoorkampioenschappen in Madrid.
Op de wereldkampioenschappen van 2007 in Osaka wist Joachim Olsen zich met 20,62 niet te kwalificeren voor de finale. Een jaar later overkwam hem op de Olympische Spelen in Peking hetzelfde. Hij werd daar in de kwalificatieronde elfde met 19,74.

## Titels
- Europees indoorkampioen kogelstoten - 2005
- Deens kampioen kogelstoten - 1997, 1998, 1999, 2000, 2001, 2002, 2003
- Deens kampioen discuswerpen - 1999, 2000, 2001, 2002, 2003
- Deens indoorkampioen kogelstoten - 1997, 1998, 2002, 2006

## Persoonlijke records
Outdoor
| Onderdeel    | Prestatie | Datum        | Plaats     |
| ------------ | --------- | ------------ | ---------- |
| kogelstoten  | 21,61 m   | 13 juni 2007 | Kopenhagen |
| discuswerpen | 60,67 m   | 23 juni 2002 | Sevilla    |

Indoor
| Onderdeel   | Prestatie | Datum            | Plaats  |
| ----------- | --------- | ---------------- | ------- |
| kogelstoten | 21,63 m   | 25 februari 2004 | Tallinn |

## Palmares

### kogelstoten
Kampioenschappen
- 1999:  EK U23
- 2002:  EK indoor - 21,23 m
- 2002:  EK - 21,16 m
- 2003: 8e WK indoor - 20,12 m
- 2004:  WK indoor - 20,99 m
- 2004:  OS - 21,07 m (na DQ Joeri Bilonoh)
- 2004:  Wereldatletiekfinale - 21,46 m
- 2005:  EK indoor - 21,19 m
- 2005: 5e WK - 20,73 m (na DQ Michnevitsj + Bilonoh)
- 2005:  Wereldatletiekfinale - 21,03 m
- 2006:  WK indoor - 21,16 m (na DQ Michnevitsj)
- 2006:  EK - 21,09 m (na DQ Michnevitsj)
- 2007:  EK indoor - 20,55 m
- 2008: 11e in kwal. OS - 19,74 m

Golden League-podiumplaatsen
- 2004:  Memorial Van Damme - 21,05 m
- 2005:  ISTAF - 21,10 m